# زنبق ثعلبی
زنبق ثعلبی (نام علمی: Iris orchioides) نام یک گونه از سرده زنبق است.